# جین موس
جین موس (انگلیسی: Jeanne Moos؛ زادهٔ ۲۱ مهٔ ۱۹۵۰) روزنامه‌نگار اهل ایالات متحده آمریکا است. او از سال ۱۹۹۵ خبرنگار اخبار ملی برای شبکهٔ سی‌ان‌ان است.